# أرشيف باندورا
باندورا (PANDORA) - أرشيف أستراليا على الإنترنت هو أرشيف ويب وطني للحفاظ على المنشورات الأسترالية على الإنترنت. وقد أنشأته المكتبة الوطنية لأستراليا في عام 1996، وبنيت الآن بالتعاون مع عدد من المكتبات الأخرى في الدولة الأسترالية والمنظمات التجميع الثقافية، بما في ذلك المعهد الأسترالي للسكان الأصليين وسكان جزر مضيق توريس، النصب التذكاري للحرب الأسترالية، والأرشيف القومي للسينما والصوت.
اسم، باندورا، هو اسم تاجي خلفي يغلف مهمته: بتوفير الوصول إلى الموارد الشبكية والوثائق الأسترالية.
اختيار أرشيف باندورا موارد الشبكة الأسترالية، يحافظ عليها، وتجعلها متاحة للعرض. يتم الوصول إلى الأرشيف للجمهور عن طريق موقع ويب باندورا. ويتم اختيار مواقع ويب تستند إلى أهميتها الثقافية والبحوث القيمة في المدى الطويل.
لا يوجد قانون الإيداع في قانون حق المؤلف الأسترالي 1968 لتنسيق المنشورات الرقمية بحيث يتم السعي للحصول على إذن من الناشرين قبل نشرها على شبكة الإنترنت يمكن نسخها إلى الأرشيف باندورا.
يسمى نظام إدارة المحفوظات سابقا بانداس (PANDAS اختصار لـ (PANDORA Digital Archiving System)) وتستخدم لإضافة عنوان إلى باندورا. ووتم تطويرها وصيانتها من قبل المكتبة الوطنية في أستراليا. الإصدار الأخير كان بانداس 3 الذي تم نشره في منتصف عام 2007.

## تاريخ
تم تحميل أول عنوانين في أكتوبر 1996. من يونيو 1997 وتضمن الأرشيف 31 عنوانا.
في أغسطس 1998 أصبحت مكتبة ولاية فيكتوريا أحد المشاركين في إضافة المحتوى إلى الأرشيف. في مارس 2004 انضمت جميع مكتبات ولايات الجزيرة، مكتبة الإقليم الشمالي، الأرشيف القومي للسينما والصوت، النصب التذكاري للحرب الأسترالي، المعهد الأسترالي للسكان الأصليين وسكان جزر مضيق توريس أصبحوا مشاركين. مكتبة ولاية تسمانيا لم تشارك في باندورا، ولكن يتم العمل على مشروعها الخاص الذي يسمى جزيرتنا الرقمية.
اعتبارا من فبراير 2008 كانت هناك 17951 مواقع /عناوين منفصل داخل الأرشيف يضم 2.01 تيرابايت من البيانات.

## وصلات خارجية
- باندورا : الأرشيف أستراليا على الانترنت
- المكتبة الوطنية في أستراليا
- شكل جديد للبحث عن علامات في باندورا، أغسطس 2000. أسترجاع 13 سبتمبر 2006.
- أعمال باندورا, أيلول / سبتمبر 2006.